# 音芸の世界
音芸の世界（おとげいのせかい）は、2007年4月から2008年9月までラジオ大阪で毎週日曜日17:40-18:30に放送されていた演芸番組である。
この番組は里見まさとを司会に迎えOBCが新たに録音した演芸（漫才、落語、講談、浪曲）の音源、過去に録音されたOBCが保存するライブラリー（上方漫才大賞やオンワード落語百選の音源が中心）の中から放送される。放送は1部と2部に分かれており1部は新たに録音した音源、2部は懐かしいライブラリー音源の2部構成になっている。毎回そのネタに対してまさとが独自の解説を入れる。尚最後には演芸に関する曲（出囃子、芸人が出したレコード）を流す。
番組が好評につき、2007年度ナイターオフシーズンも続行するようになった。（このため、前年度まで文化放送よりネットされていた聖教新聞提供のスポーツ情報番組のネットを打ち切った）

## 出演者
- 里見まさと
- 米井敬人

## 主な出来事・放送音源
- 2007年4月15日 1部では上方漫才大賞奨励賞を受賞した矢野・兵動の受賞後のNGKで録音された音源、2部ではやすしきよしの1967年の上方漫才大賞新人賞直後の音源。尚エンディングではザ・ぼんち『恋のぼんちシート』が流された。
- 2007年4月22日 1部は浮世亭三吾・美ゆるのB1角座の音源。2部は横山ホットブラザーズの1971年の第6回上方漫才大賞奨励賞直後の音源（旧メンバー）。
- 2007年4月29日 4月26日ワッハにて『里見まさと 噺〜Route60〜』にて本人が演じた講談の「乃木希典」を前後半に分けて放送。
- 2007年5月6日 1部では横山たかし・ひろしの新作漫才、2部では初代桂春団治のSPレコード「ちりとてちん」、3代目古今亭志ん朝の曲、エンディングでは横山ノックの追悼メッセージ。
- 2007年5月13日 1部はゴールデンウィークにNGKで録音されたランディーズの漫才、2部ではノックの追悼として第33回上方漫才大賞の音源とレコード。
- 2007年5月20日 1部はトライアングルをゲストに迎え本人のB1角座での漫才、2部では桂あやめをゲストに迎え本人の初高座の音源、入門のいきさつ、25周年の落語会の告知。
- 2007年9月2日 40分の短縮で1部のみ。
- 2008年3月30日 2部に桂かい枝がゲスト。
- 2008年9月28日をもって番組が終了。
- 2009年12月24日 「ラジオ・チャリティー・ミュージックソン」内で深夜放送
- 2010年12月24日 「ラジオ・チャリティー・ミュージックソン」内で深夜放送

## スタッフ
- 米井敬人（構成作家） -